# Sphex mandibularis
Sphex mandibularis là một loài côn trùng cánh màng trong họ Sphecidae, thuộc chi Sphex. Loài này được Cresson miêu tả khoa học đầu tiên năm 1869.